# Dorottya Szám
Dorottya Szám (...) è un'astronoma amatoriale ungherese di professione biologa.
Il Minor Planet Center le accredita la scoperta dell'asteroide 129259 Tapolca effettuata il 25 agosto 2005 in collaborazione con Krisztián Sárneczky.